# August Christian Manthey
August Christian Manthey, född 14 februari 1811 i Rakkestad, död 25 maj 1880, var en norsk ämbetsman och politiker. Han var bror till Anton Wilhelm Manthey.
Manthey blev juris kandidat 1835, byråchef 1841 och expeditionssekreterare 1845 i det samma år upprättade Indredepartementet samt var 1849–56 amtman i Hedemarkens amt. Den 21 april 1856 utnämndes han till statsråd och chef för Revisionsdepartementet och stod sedan efter vartannat i spetsen för Indre-, Finans- och Justitiedepartementen i starkt konservativa ministärer, tills han den 29 juli 1874 utnämndes till stiftamtman i Kristiania.
Manthey stiftade "August och Mathea Mantheys legat" till förmån för unga vetenskapsmäns studier i utlandet. Hans under ministertiden förda dagböcker utgavs från 1905–19 i två band som tillägg till norsk "Historisk Tidsskrift".